# Haute Tension (émission de télévision)
Pour les articles homonymes, voir Haute tension (homonymie).
Haute Tension est une émission de télévision musicale française, diffusée dans le cadre de l'émission Les Enfants du Rock, en deuxième partie de soirée un samedi par mois, entre 1982 et 1984 sur Antenne 2. Elle est produite par Michel Eli, Bertand Merino-Péris et Alain Burosse. Elle diffuse principalement des clips des artistes new wave et post-punk ou des œuvres d'art vidéo.

## Liste des émissions

### Émission du 28 janvier 1982
| Artiste ou groupe | Titre                  | Pays        | Précision                    |
| ----------------- | ---------------------- | ----------- | ---------------------------- |
| Lene Lovich       | New Toy                | États-Unis  |                              |
| Dead Kennedys     | Holiday in Cambodia    | États-Unis  | Concert aux Bains-Douches    |
| The Residents     | Act of Being Polite    | États-Unis  |                              |
| Bow Wow Wow       | Chihuahua              | Royaume-Uni |                              |
| Japan             | Visions of China       | Royaume-Uni |                              |
| Laurie Anderson   | O Superman (en)        | États-Unis  |                              |
|                   |                        |             | Interlude avec Denise Glaser |
| XTC               | Making Plans for Nigel | Royaume-Uni |                              |
| Vivien Goldman    | Launderette            | Royaume-Uni |                              |
| The Residents     | Perfect Love           | États-Unis  |                              |
| Plasmatics        | Corruption             | États-Unis  | Live                         |
| Ultravox          | The Thin Wall          | Royaume-Uni |                              |

### Émission du1eravril 1982
| Artiste ou groupe         | Titre                    | Pays        | Précision |
| ------------------------- | ------------------------ | ----------- | --------- |
| Siouxsie and the Banshees | Spellbound               | Royaume-Uni |           |
| The Cramps                | Garbageman               | États-Unis  |           |
| Michael Nyman             | Mozart                   | Royaume-Uni |           |
| Brian Eno & David Byrne   | America is waiting       |             |           |
| The Cure                  | Charlotte Sometimes      | Royaume-Uni |           |
| Kraftwerk                 | Numbers                  | Allemagne   | Interlude |
| Kraftwerk                 | The Model                | Allemagne   |           |
| Toyah                     | Thunder in the Mountains | Royaume-Uni |           |
| Soft Cell                 | Say Hello, Wave Goodbye  | Royaume-Uni |           |

### Émission du 3 juin 1982
| Artiste ou groupe    | Titre                       | Pays        |
| -------------------- | --------------------------- | ----------- |
| Renaldo and the Loaf | Songs for Swinging Larvae I | Royaume-Uni |
| XTC                  | Ball and Chain              | Royaume-Uni |
| Trio                 | Da Da Da                    | Allemagne   |
| Snakefinger          | The Man in the Dark Sedan   | Royaume-Uni |
| The Slits            | Earthbeat                   | Royaume-Uni |
| Richard Bone         | Alien Girl                  | États-Unis  |
| Yello                | The Evening's Young         | Suisse      |
| Models (en)          | Local &/or General          | Australie   |

### Émission du 23 septembre 1982
Enchaînement par Alain Chabat
| Artiste ou groupe             | Titre                  | Pays        |
| ----------------------------- | ---------------------- | ----------- |
| Krisma                        | Miami                  | Italie      |
| Bill Nelson (en)              | Do You Dream In Colour | Royaume-Uni |
| Les Tueurs de la Lune de Miel | Nationale 7            | Belgique    |
| Isabelle Antena               | The Girl from Ipanema  | France      |
| Ultravox                      | The Voice              | Royaume-Uni |
| The Clash                     | Rock the Casbah        | Royaume-Uni |

### Émission du 4 novembre 1982
Enchaînement par Alain Chabat
| Artiste ou groupe         | Titre                       | Pays        |
| ------------------------- | --------------------------- | ----------- |
| Thomas Dolby              | Europa and the Pirate Twins | Royaume-Uni |
| Venise                    | The Alien                   | Belgique    |
| Icehouse                  | Icehouse                    | Australie   |
| Blue Rondo à la Turk (en) | Klactoveesedstein           | Royaume-Uni |
| Yazoo                     | Don't Go                    | Royaume-Uni |
| Polyphonic Size           | Mother's Little Helper      | Belgique    |
| Landscape                 | Norman Bates                | Royaume-Uni |

### Émission du 16 décembre 1982
| Artiste ou groupe           | Titre              | Pays        |
| --------------------------- | ------------------ | ----------- |
| Devo                        | Peek-a-Boo!        | États-Unis  |
| Un département              | Un département     | France      |
| Steve Roach                 | Snow Canon         | États-Unis  |
| Bauhaus                     | Mask               | Royaume-Uni |
| Love of Life Orchestra (en) | Lament             | Royaume-Uni |
| Orchestre rouge             | Soon Come Violence | France      |

### Émission du 20 janvier 1983
| Artiste ou groupe                  | Titre              | Pays        |
| ---------------------------------- | ------------------ | ----------- |
| Eurythmics                         | Love Is a Stranger | Royaume-Uni |
| Krisma                             | Water              | Italie      |
| Tintin Reporter                    | Chocs émotionnels  | Belgique    |
| Billy Idol                         | White Wedding      | Royaume-Uni |
| Crash Course in Science            | Kitchen Motors     | États-Unis  |
| John Sanborn (en) & Kit Fitzgerald | Episode            | États-Unis  |
| Thompson Twins                     | Lies               | Royaume-Uni |
| Klaus Nomi                         | Simple Man         | Allemagne   |

### Émission du 10 février 1983
Émission spéciale Laurie Anderson
| Artiste         | Titre                        | Pays       | Précision                                     |
| --------------- | ---------------------------- | ---------- | --------------------------------------------- |
| Laurie Anderson | O Superman (en)              | États-Unis |                                               |
| Laurie Anderson | Une heure d'écoute difficile | États-Unis | Version française de Difficult Listening Hour |
| Laurie Anderson | Objets étranges              | États-Unis | Version française de Odd Objects              |
| Laurie Anderson | Torticolis                   | États-Unis | Version française de Stiff Neck               |
| Laurie Anderson | Chanson du Téléphone         | États-Unis | Version française de Telephone Song           |
| Laurie Anderson | Pull-overs                   | États-Unis | Version française de Sweaters                 |

### Émission du 31 mars 1983
| Artiste                     | Titre             | Pays       |
| --------------------------- | ----------------- | ---------- |
| The Honeymoon Killers       | Flat              | Belgique   |
| The (Hypothetical) Prophets | Person to Person  | France     |
| Lefdup & Lefdup             | Noisy Neighbours  | France     |
| DAF                         | Ein bissche Krieg | Allemagne  |
| Lucrate Milk                | Nepla Relou       | France     |
| Nini Raviolette             | Suis-je normale ? | France     |
| ESG                         | Like This         | États-Unis |
| Yann Nguyen Minh            | Error             | France     |

### Émission du 5 mai 1983
| Artiste              | Titre                           | Pays        |
| -------------------- | ------------------------------- | ----------- |
| Wall of Voodoo       | Mexican Radio                   | États-Unis  |
| Polyphonic Size      | Winston & Julia                 | Belgique    |
| Hunters & Collectors | Talking to a Stranger           | Australie   |
| Bush Tetras          | Rituals                         | États-Unis  |
| Agathe Murder        | Je défile                       |             |
| Eurythmics           | Sweet Dreams (Are Made of This) | Royaume-Uni |

### Émission du 9 juin 1983
Best of de la saison 1982-1983

### Émission du 29 octobre 1983
| Artiste                          | Titre                             | Pays        | Précision |
| -------------------------------- | --------------------------------- | ----------- | --------- |
| Philip Hopper                    | #Speed 2                          | États-Unis  |           |
| Heaven 17                        | Crushed by the wheels of industry | Royaume-Uni |           |
| The Cure                         | The Walk                          | Royaume-Uni |           |
| Métal Urbain                     | Ghetto                            | France      | Interlude |
| The Creatures                    | Right Now                         | Royaume-Uni |           |
| Philip Glass & John Sanborn (en) | Act III                           | États-Unis  |           |

### Émission du 26 novembre 1983
| Artiste              | Titre                               | Pays        |
| -------------------- | ----------------------------------- | ----------- |
| Yello                | I Love You                          | Suisse      |
| New Mixage           | Badaboum                            | France      |
| Hunters & Collectors | Lumps of Lead                       | Australie   |
| Les Maîtres du monde | Kim Il-Sung                         | France      |
| Bob Johns            | Mask II                             | États-Unis  |
| Max Almy (en)        | Leaving the 20th century – part III | États-Unis  |
| Lemon Kittens (en)   | The Hospital Hurts The Girl         | Royaume-Uni |
| Visible              | A fine aim in Life                  | France      |

### Émission du 28 janvier 1984
| Artiste      | Titre                   | Pays        |
| ------------ | ----------------------- | ----------- |
| Bauhaus      | She's in Parties        | Royaume-Uni |
| New Order    | Confusion               | Royaume-Uni |
| Joy Division | Love Will Tear Us Apart | Royaume-Uni |
| The Beatles  | Please Please Me        | Royaume-Uni |
| Freur        | Doot-Doot               | Royaume-Uni |

### Émission du 31 mars 1984
| Artiste         | Titre                          | Pays        |
| --------------- | ------------------------------ | ----------- |
| Laurie Anderson | Sharkey's Day                  | États-Unis  |
| Eskimo          | L'Homme au passe-temps étrange | France      |
| Angel Maimone   | Sentimentale Journée           | France      |
| Hugo Weiris     | Musica                         |             |
| Snowy Red       | The Long Run                   | Belgique    |
| Robert Wyatt    | Strangers in the Night         | Royaume-Uni |
| Jane            | It's a Fine Day (en)           | Royaume-Uni |
| Ptôse           | Écraser la vermine             | France      |

### Émission du 28 avril 1984
| Artiste              | Titre                        | Pays        |
| -------------------- | ---------------------------- | ----------- |
| Thomas Dolby         | Hyperactive                  | Royaume-Uni |
| Afrika Bambaataa     | Looking for the Perfect Beat | États-Unis  |
| Depeche Mode         | People Are People            | Royaume-Uni |
| Boytronic (de)       | You                          | Allemagne   |
| Marie et les Garçons | Tokyo-Pékin                  | France      |
| Jean-Luc Ponty       | Individual Choice            | France      |

### Émission du 16 juin 1984
| Artiste                         | Titre               | Pays                     |
| ------------------------------- | ------------------- | ------------------------ |
| Laurie Anderson & Peter Gabriel | This Is the Picture | États-Unis & Royaume-Uni |
| Ahmed Fakroun                   | Soleil, Soleil      | Libye                    |
| Bo Diddley                      | Hush your mouth     | États-Unis               |
| Martin Rev                      | Shawnee             | États-Unis               |
| Julia Heyward                   | Dragging the bottom | États-Unis               |
| Bernard Szajner                 | The Big Scare       | France                   |
| Dominik Barbier                 | Orage Dance         | France                   |
| Mighty Dog                      | Digital Dance       | États-Unis               |
| Max Almy (en)                   | The perfect leader  | États-Unis               |

### Émission du 17 novembre 1984
Best of des deux saisons de l'émission
| Artiste                          | Titre                               | Pays        | Précision                                     |
| -------------------------------- | ----------------------------------- | ----------- | --------------------------------------------- |
| Laurie Anderson                  | Une heure d'écoute difficile        | États-Unis  | Version française de Difficult Listening Hour |
| Sex Pistols                      | Johnny B. Goode                     | Royaume-Uni |                                               |
| Hunters & Collectors             | Talking to a Stranger               | Australie   |                                               |
| The Residents                    | It's a Man's Man's Man's World      | États-Unis  |                                               |
| Philip Glass & John Sanborn (en) | Act III                             | États-Unis  |                                               |
| Bob Johns                        | Mask II                             | États-Unis  |                                               |
| Richard Bone                     | Alien Girl                          | États-Unis  |                                               |
| Jane                             | It's a Fine Day (en)                | Royaume-Uni |                                               |
| Yann Nguyen Minh                 | Error                               | France      |                                               |
| Max Almy (en)                    | Leaving the 20th century – part III | États-Unis  |                                               |
| Polyphonic Size                  | Mother's Little Helper              | Belgique    |                                               |
| Krisma                           | Miami                               | Italie      |                                               |
| Laurie Anderson                  | Pull-overs                          | États-Unis  | Version française de Sweaters                 |